# Gustaf Lewenhaupt
Carl Gustaf Sixtensson Lewenhaupt, né le 20 août 1879 à Örebro et mort le 7 août 1962 à Stockholm, est un cavalier de saut d'obstacles et un pentathlète suédois.

## Carrière
Gustaf Lewenhaupt termine 17e du concours de pentathlon moderne aux Jeux olympiques d'été de 1912 à Stockholm. Lors de ces mêmes Jeux, il termine neuvième de l'épreuve individuelle de saut d'obstacles et remporte la médaille d'or par équipes.